# 圣马丹勒沙泰勒
圣马丹勒沙泰勒（法語：Saint-Martin-le-Châtel，法語發音：[sɛ̃ maʁtɛ̃ lə ʃatɛl]）是法国东部安省的一个市镇，属于布雷斯地区布尔格区。

## 地理
圣马丹勒沙泰勒（46°16'55"N, 5°6'57"E）面积12.77 平方千米，位于法国奥弗涅-罗讷-阿尔卑斯大区安省，该省份为法国东部省份，北起汝拉省，西北接索恩-卢瓦尔省，西接罗讷省和里昂大都会，南至伊泽尔省，东与萨瓦省、上萨瓦省和瑞士接壤。
与圣马丹勒沙泰勒接壤的市镇（或旧市镇、城区）包括：阿蒂尼亚、屈尔塔丰、马拉夫雷塔兹、布雷斯地区蒙勒韦勒、波利亚、圣迪迪耶多西亚、布雷斯瓦隆。

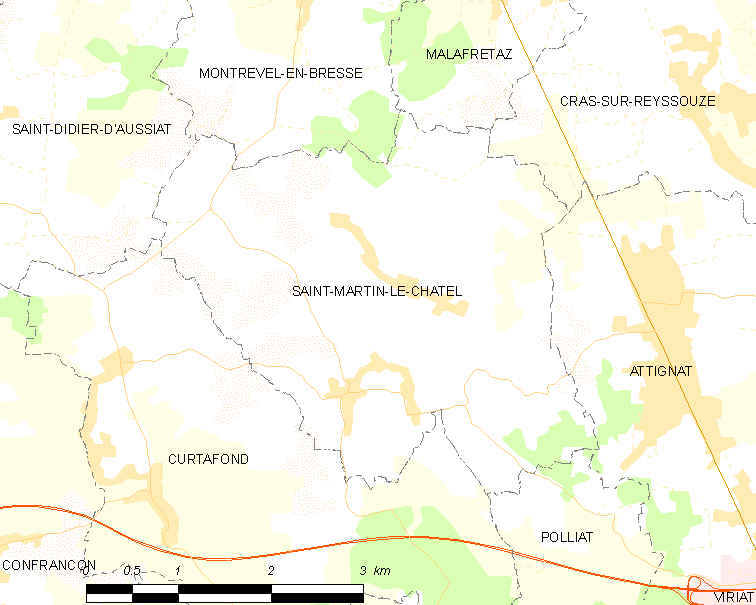
圣马丹勒沙泰勒的OSM定位图

圣马丹勒沙泰勒的时区为UTC+01:00、UTC+02:00（夏令时）。

## 行政
圣马丹勒沙泰勒的邮政编码为01310，INSEE市镇编码为01375。

## 政治
圣马丹勒沙泰勒所属的省级选区为阿蒂尼亚县。

## 人口

1962-2008年间圣马丹勒沙泰勒人口变化图示

圣马丹勒沙泰勒于2022年1月1日时的人口数量为784人。